# Yoann Bagot
Yoann Bagot (ur. 6 września 1987 w Salon-de-Provence) – francuski kolarz szosowy.
W latach 2011–2016 startował w Vuelta a España. W 2013 roku zajął 2. miejsce w prestiżowym wyścigu kat. 2.HC Presidential Cycling Tour of Turkey.

## Najważniejsze osiągnięcia
- 2009
  - 1. miejsce w Bordeaux-Saintes
- 2010
  - 1. miejsce w Paryż-Mantes-en-Yvelines (do lat 23)
- 2013
  - 2. miejsce w Presidential Cycling Tour of Turkey
  - 1. miejsce w Tour du Gévaudan Occitanie
    - 1. miejsce na 1. etapie